# اخطار ابرها
اخطار ابرها (به انگلیسی: The Fog Warning)، یک نقاشی رنگ روغن روی بوم از وینسلو هومر، نقاش آمریکایی به سال ۱۸۸۵ میلادی است. این نقاشی ماهی‌گیری در مین را نشان می‌دهد که حین پارو زدن در آب‌های ناآرام است در حالی که به ابرهای طوفانی دور دست خیره شده‌است. این اثر اکنون در موزه هنرهای زیبای بوستون نگه‌داری می‌شود.

## نگارخانه

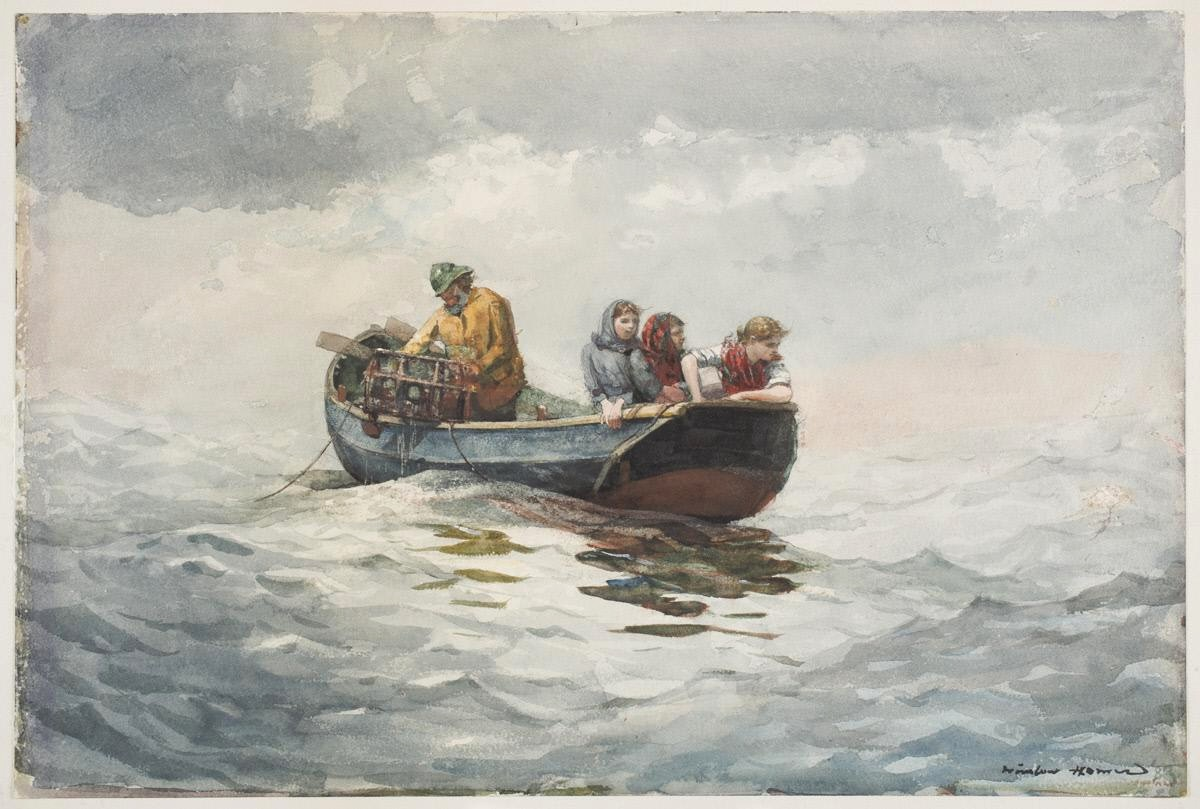
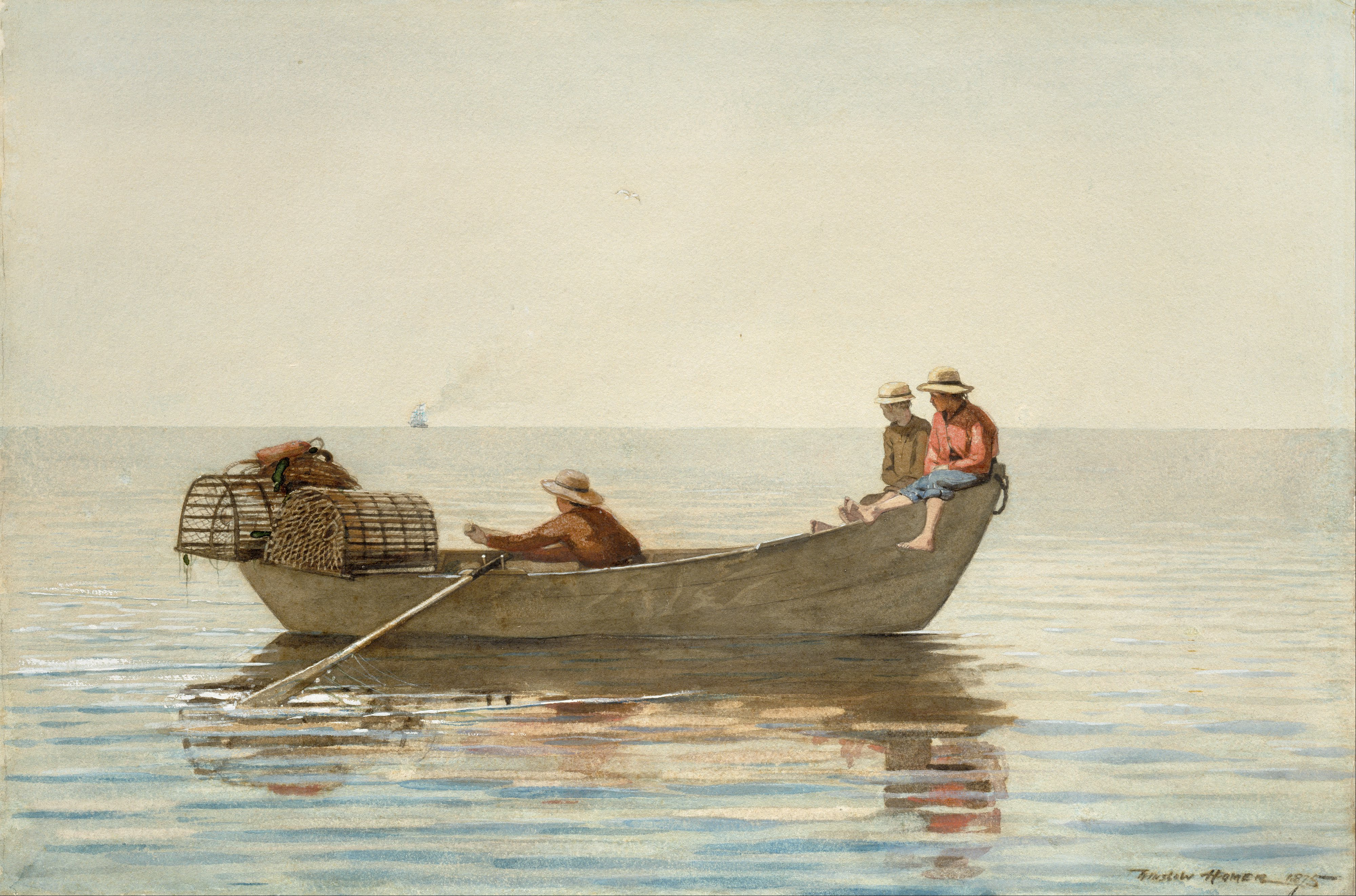
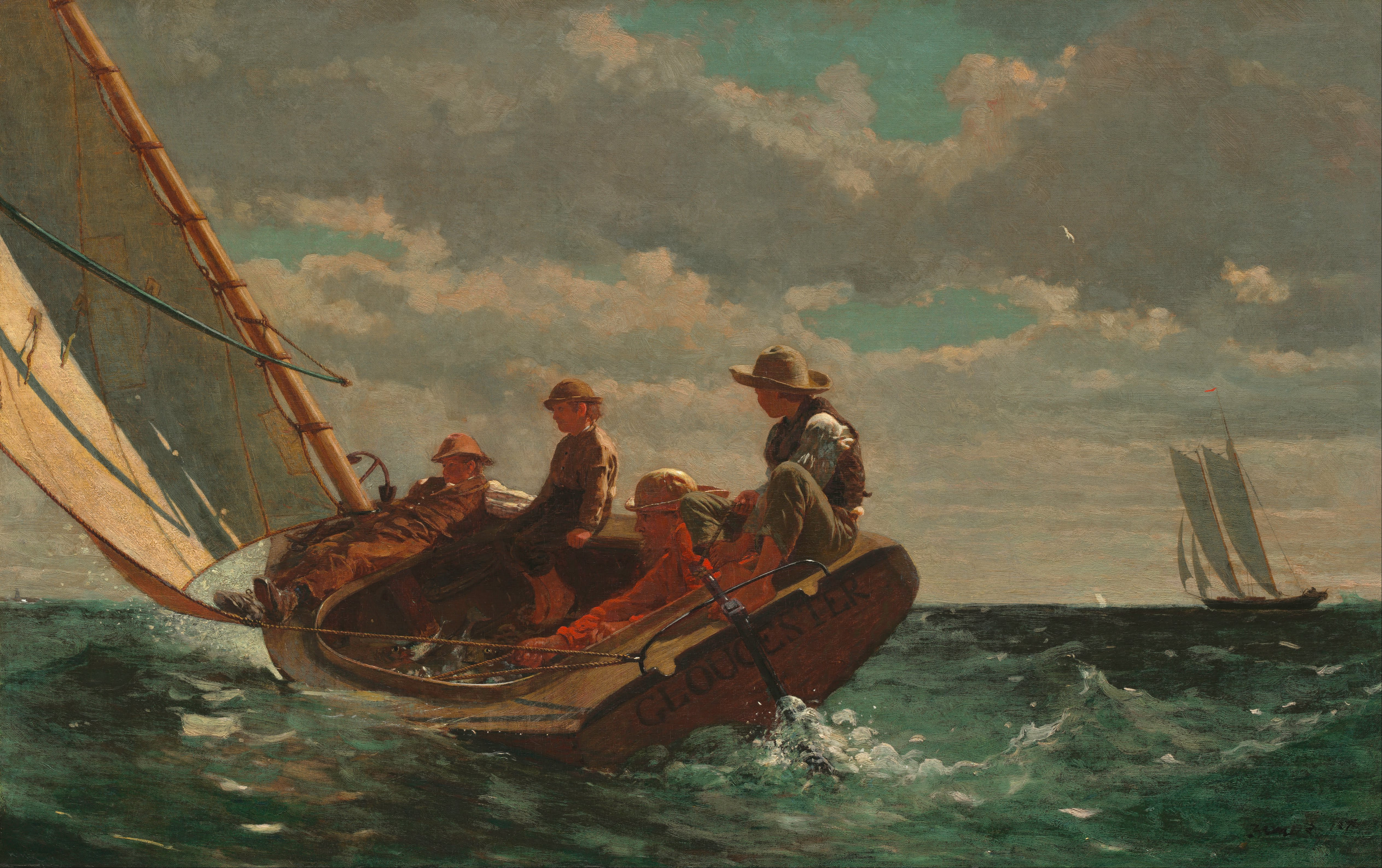
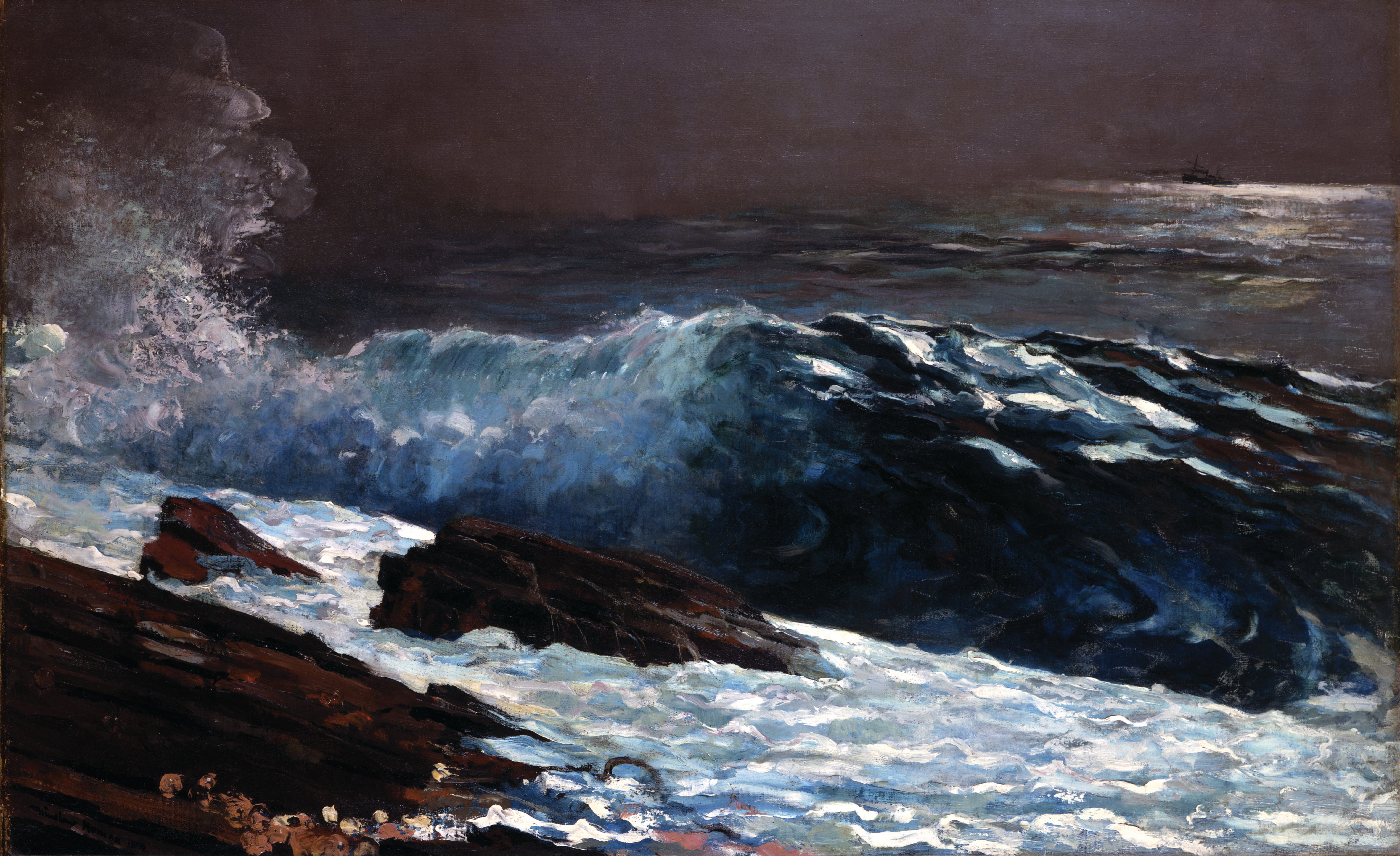
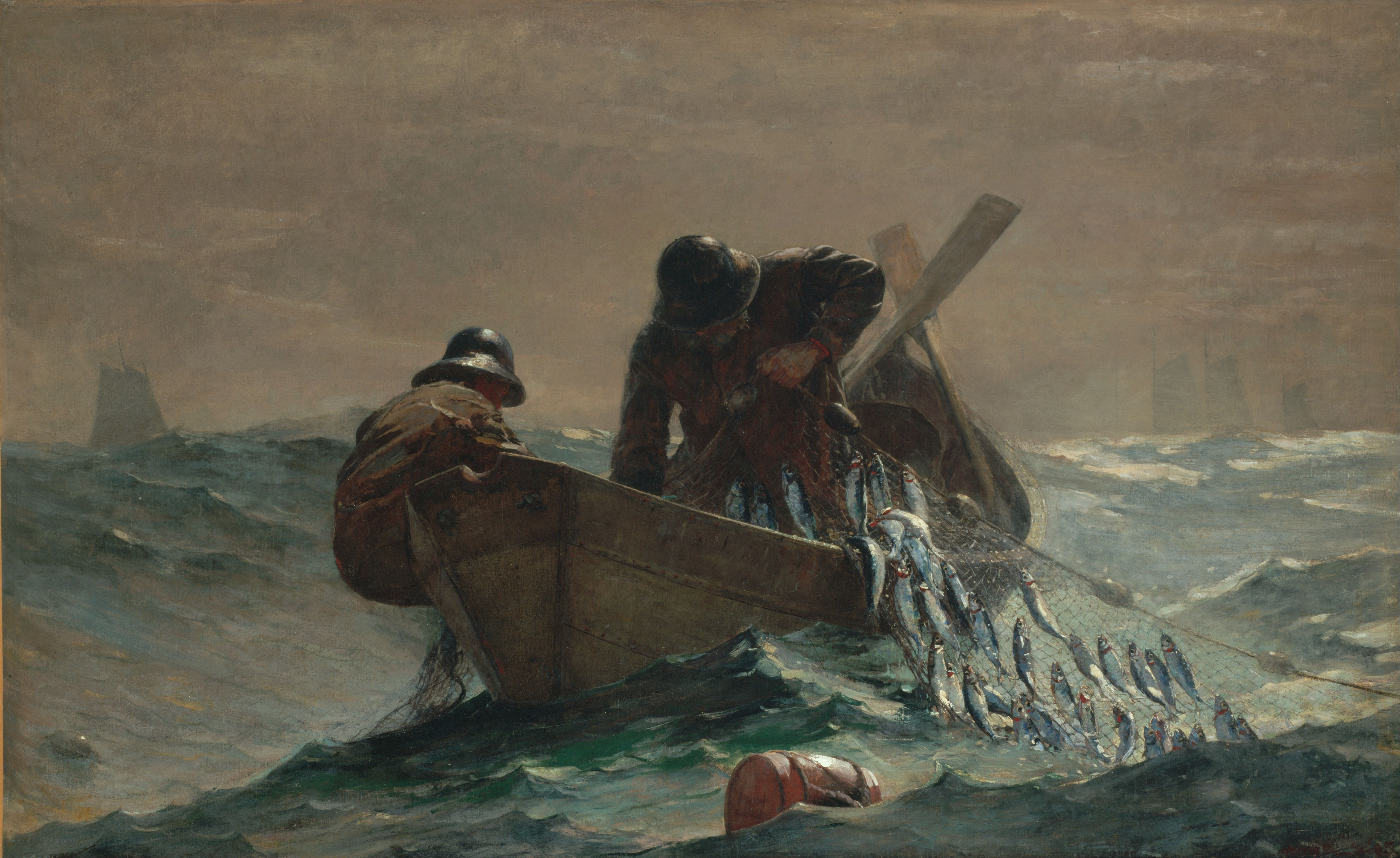
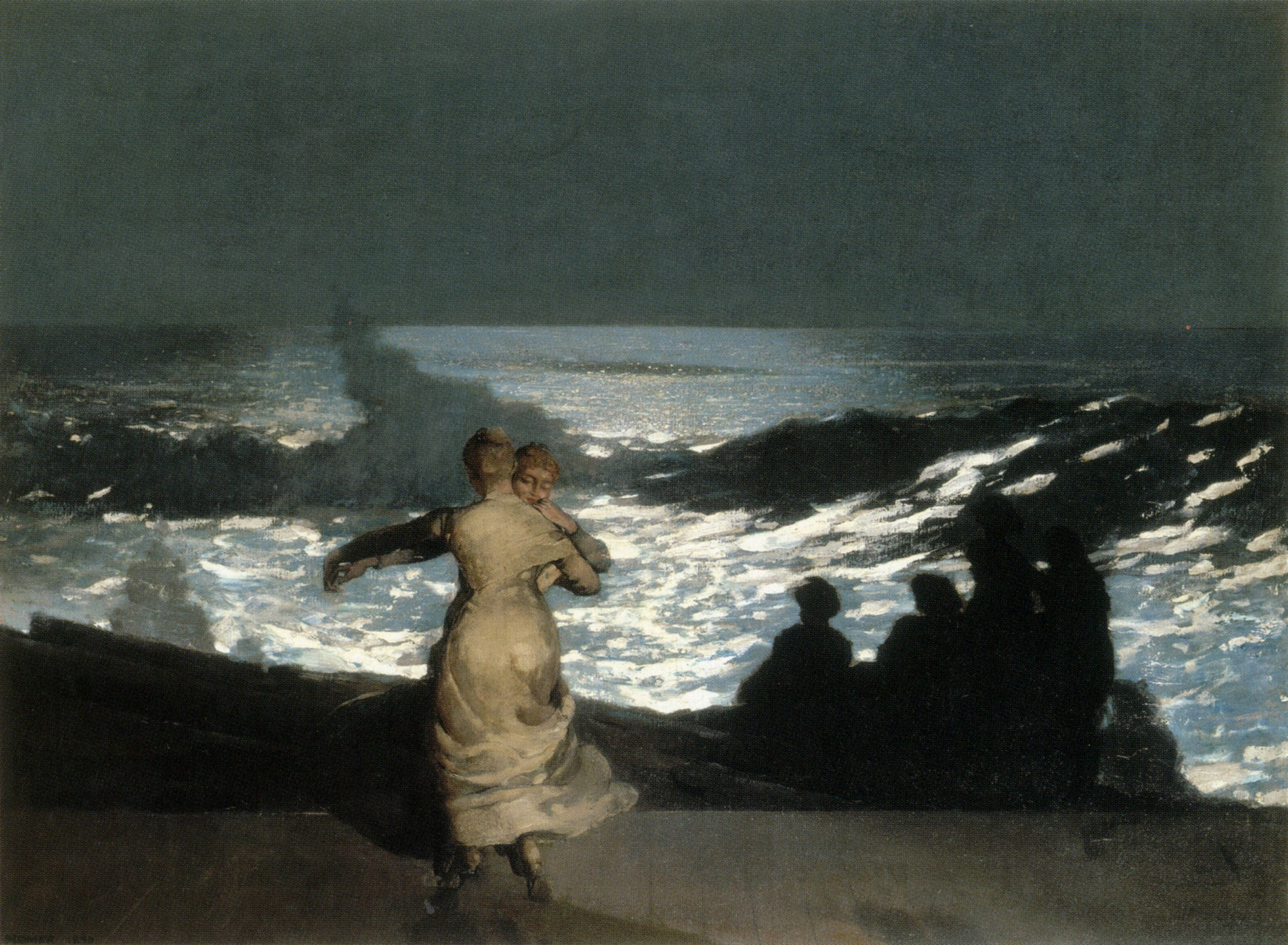